# Ciclismo en los Juegos Olímpicos de Barcelona 1992
El ciclismo en los Juegos Olímpicos de Barcelona 1992 se realizó en tres instalaciones de Barcelona, entre el 26 de julio y el 2 de agosto de 1992.
En total se disputaron en este deporte 10 pruebas diferentes (7 en la categoría masculina y 3 en la femenina), repartidas en dos disciplinas ciclistas: 3 pruebas de ruta y 7 de pista. El programa vio un cambio en relación con la edición pasada, la prueba de persecución individual femenina fue agregada a las competiciones de pista.
El ciclista andaluz José Manuel Moreno logró la primera medalla de la historia de España en ciclismo en unos Juegos Olímpicos, al ganar el oro en la prueba del kilómetro contrarreloj. Además de la histórica medalla, también se logró diploma olímpico gracias al quinto puesto en ruta contrarreloj por equipos (Miguel Fernández Fernández, Álvaro González de Galdeano, Eleuterio Mancebo Herrero y David Plaza Romero) y al octavo puesto del propio José Manuel Moreno en la prueba de velocidad.
Dos récords mundiales cayeron durante la disputa de estos Juegos, el de persecución por equipos, batido por Alemania en la final, y el de persecución individual, por el británico Chris Boardman en la ronda de clasificación. Por otro lado, también se establecieron nuevas plusmarcas olímpicas en kilómetro contrarreloj (José Manuel Moreno), velocidad masculina (Jens Fiedler), velocidad femenina (Ingrid Haringa) y persecución individual femenina (Petra Rossner) –estos tres últimas obtenidas en las rondas preliminares–.

## Sedes
- Ciclismo en ruta – Ruta: circuito en San Sadurní de Noya y alrededores. Contrarreloj: circuito en la autovía C-17, con salida y llegada en el Circuito de Cataluña
- Ciclismo en pista – Velódromo de Horta

## Medallistas

### Ciclismo en ruta

#### Masculino
| Evento                                 | Oro                                                                               | Plata                                                                                 | Bronce                                                                                           |
| -------------------------------------- | --------------------------------------------------------------------------------- | ------------------------------------------------------------------------------------- | ------------------------------------------------------------------------------------------------ |
| Ruta (2 de agosto)                     | Fabio Casartelli · Italia · 4:35:21                                               | Erik Dekker · Países Bajos · 4:35:22                                                  | Dainis Ozols · Letonia · 4:35:24                                                                 |
| Contrarreloj por equipos (26 de julio) | Bernd Dittert · Christian Meyer · Uwe Peschel · Michael Rich · Alemania · 2:01:39 | Flavio Anastasia · Luca Colombo · Gianfranco Contri · Andrea Peron · Italia · 2:02:39 | Hervé Boussard · Didier Faivre-Pierret · Philippe Gaumont · Jean-Louis Harel · Francia · 2:05:25 |

#### Femenino
| Evento             | Oro                                | Plata                                      | Bronce                                |
| ------------------ | ---------------------------------- | ------------------------------------------ | ------------------------------------- |
| Ruta (26 de julio) | Kathryn Watt · Australia · 2:04:42 | Jeannie Longo-Ciprelli · Francia · 2:05:02 | Monique Knol · Países Bajos · 2:05:03 |

### Ciclismo en pista

#### Masculino
| Evento                                | Oro | Plata                                                                                  | Bronce |
| ------------------------------------- | --- | -------------------------------------------------------------------------------------- | --- |
| Velocidad individual (31 de julio)    | Jens Fiedler · Alemania                                                                                   | Gary Neiwand · Australia                                                               | Curtis Harnett · Canadá                                                                                    |
| Persecución individual (29 de julio)  | Christopher Boardman · Reino Unido · 3:21,649                                                             | Jens Lehmann · Alemania · 3:27,357 ALC                                                 | Gary Anderson · Nueva Zelanda · 4:31,061                                                                   |
| Persecución por equipos (31 de julio) | Guido Fulst · Michael Glöckner · Jens Lehmann · Stefan Steinweg · Andreas Walzer · Alemania · 4:08,791 RM | Brett Aitken · Stephen McGlede · Stuart O'Grady · Shaun O'Brien · Australia · 4:10,218 | Ken Frost · Jimmi Madsen · Klaus Kynde Nielsen · Jan Bo Petersen · Michael Sandstød · Dinamarca · 4:15,860 |
| 1 km contrarreloj (27 de julio)       | José Manuel Moreno Periñán · España · 1:03,342 RO                                                         | Shane Kelly · Australia · 1:04,288                                                     | Erin Hartwell · Estados Unidos · 1:04,753                                                                  |
| Carrera por puntos (31 de julio)      | Giovanni Lombardi · Italia · 44 pts.                                                                      | Léon van Bon · Países Bajos · 43 pts.                                                  | Cédric Mathy · Bélgica · 41 pts.                                                                           |

#### Femenino
| Evento                               | Oro                                 | Plata                               | Bronce                                    |
| ------------------------------------ | ----------------------------------- | ----------------------------------- | ----------------------------------------- |
| Velocidad individual (31 de julio)   | Erika Salumäe · Estonia             | Annett Neumann · Alemania           | Ingrid Haringa · Países Bajos             |
| Persecución individual (31 de julio) | Petra Rossner · Alemania · 3:41,753 | Kathryn Watt · Australia · 3:43,438 | Rebecca Twigg · Estados Unidos · 3:52,429 |

## Medallero
| Núm. | País           | Oro | Plata | Bronce | Total |
| ---- | -------------- | --- | ----- | ------ | ----- |
| 1    | Alemania       | 4   | 2     | 0      | 6     |
| 2    | Italia         | 2   | 1     | 0      | 3     |
| 3    | Australia      | 1   | 4     | 0      | 5     |
| 4    | España         | 1   | 0     | 0      | 1     |
| 4    | Estonia        | 1   | 0     | 0      | 1     |
| 4    | Reino Unido    | 1   | 0     | 0      | 1     |
| 7    | Países Bajos   | 0   | 2     | 2      | 4     |
| 8    | Francia        | 0   | 1     | 1      | 2     |
| 9    | Estados Unidos | 0   | 0     | 2      | 2     |
| 10   | Bélgica        | 0   | 0     | 1      | 1     |
| 10   | Canadá         | 0   | 0     | 1      | 1     |
| 10   | Dinamarca      | 0   | 0     | 1      | 1     |
| 10   | Letonia        | 0   | 0     | 1      | 1     |
| 10   | Nueva Zelanda  | 0   | 0     | 1      | 1     |
|      | TOTAL          | 10  | 10    | 10     | 30    |